# Assal al-Ward
Assal al-Ward (tiếng Ả Rập: عسال الورد; cũng đánh vần Asal el-Ward) là một thị trấn ở miền nam Syria, hành chính một phần của Rif Dimashq, nằm về phía đông bắc của Damascus dọc theo biên giới Syria- Liban. Các địa phương gần đó bao gồm Hala, Hosh Arab và al-Qutayfah ở phía đông nam, Rankous, Saidnaya, Douma và al-Tawani ở phía nam. Theo Cục Thống kê Trung ương Syria, Assal al-Ward có dân số 5,812 trong cuộc điều tra dân số năm 2004. Thị trấn cũng là trung tâm hành chính của Assal al-Ward nahiyah, bao gồm ba thị trấn với dân số kết hợp là 8.766 người. Cư dân của nó chủ yếu là người Hồi giáo Sunni.

## Lịch sử
Assal al-Ward ("những người làm hoa hồng") từ lâu đã nổi tiếng với các sản phẩm hoa. Những bông hoa được sản xuất trong thị trấn được cung cấp cho các nhà sản xuất tinh dầu của Damascus. Nhưng việc chăn thả không bị hạn chế đã làm giảm thu hoạch hàng năm của thị trấn từ sáu mươi đến bảy mươi Kantars (một trăm cân) xuống còn một hoặc một rưỡi vào cuối thế kỷ 19. Trong những năm đầu thập niên 1870, ngôi làng được mô tả là "nơi làm việc tốt" với dân số Hồi giáo hoàn toàn theo đạo Shafi'i. Những người đàn ông vũ trang từ làng sở hữu khoảng 250 khẩu súng và được lãnh đạo bởi một thủ lĩnh địa phương, Shaykh Salih. Người dân được chú ý vì lòng hiếu khách, thông minh và sẵn sàng chiến đấu. Năm 1874, thị trấn đã được viếng thăm bởi nhà địa lý người Anh, Ngài Richard Francis Burton, và ông lưu ý rằng thị trấn này rất giàu có, với không khí trong lành mát mẻ và cư dân khỏe mạnh. Trong Tuyên bố hàng quý năm 1892, Quỹ Thám hiểm Palestine đã mô tả Assal al-Ward là một "ngôi làng của vài trăm người" với một suối nước mát.

## Địa lý
Assal al-Ward nằm trên một cao nguyên bắt đầu từ 1.600 mét (5.200 ft)   giữa dãy núi Qalamoun và Anti-Liban. Đệ tam lớn - lưu vực Đệ tứ  của Assal al-Ward được tưới bởi một số suối và chảy về phía bắc về phía thị trấn Jayroud và an- Nabek. Thảm thực vật rừng của khu vực bị chi phối bởi Juniperus excelsa (Hy Lạp Juniper) được quan sát trong khoảng từ 1.880 đến 2.200 mét (6.170 đến 7.220 ft).